# Rheinmetall Oerlikon Millennium
Oerlikon Millennium là hệ thống pháo tự động tác chiến tầm gần dành cho tàu chiến do hãng Oerlikon (một chi nhánh của Rheinmetall) phát triển. Hệ thống này có thể dùng cho mục đích khác ngoài việc phòng thủ đánh chặn như chống lại các mục tiêu trên mặc nước hay pháo kích áp chế, phá hủy phương tiện cơ giới bọc thép nhẹ, hỗ trợ lực lượng mặt đất từ ngoài biển... Hệ thống đã hoàn tất việc thử nghiệm và lực lượng quân đội Hoàng gia Đan Mạch đã quyết định gắn chúng trên các tàu tuần tra hỗ trợ lớp Absalon cho nhiều nhiệm vụ khác nhau như đánh chìm tàu cướp biển.

## Thiết kế
Millennium là phiên bản sử dụng trên tàu của hệ thống pháo phòng không Skyshield 35 vốn sử dụng loại pháo ổ xoay Oerlikon 35 mm nạp đạn bằng khí nén với ổ đạn 4 viên và nạp đạn bằng băng truyền, loại pháo này có tốc độ bắn 1000 viên/phút và có thể điều chỉnh giảm tốc độ bắn.
Hệ thống được thiết kế đặc biệt để bắn đạn AHEAD (Advanced Hit Efficiency And Destruction), một loại đạn nổ mảnh do Rheinmetall phát triển. Kết nối với các cảm biến từ một đơn vị điều khiển hỏa lực hoặc tích hợp vào một hệ thống chỉ huy và kiểm soát, loại đạn này sẽ được thiết lập thời gian để tự kích nổ ở thời điểm được cho là thích hợp nhất cho việc đánh trúng mục tiêu theo các dữ liệu của các hệ thống cảm biến dò tìm mục tiêu như ra đa, camera, hồng ngoại và laser ngay khi bắt đầu ra khỏi nòng súng. Loại đạn này khi nổ sẽ tung ra 152 viên bi và với số lượng đạn bắn ra lớn chúng sẽ tạo lưới lửa ngăn không cho mục tiêu vượt qua. Pháo cũng có thể dùng để bắn các loại đạn 35mm khác.